# Retsee
Der Retsee ist ein im Märkisch-Oder-Land gelegener mittelgroßer See, welcher sich knapp unterhalb der Hochfläche des Barnims befindet.
Er zählt zum Ort Hönow und ist dessen größter See.

## Geografische Lage

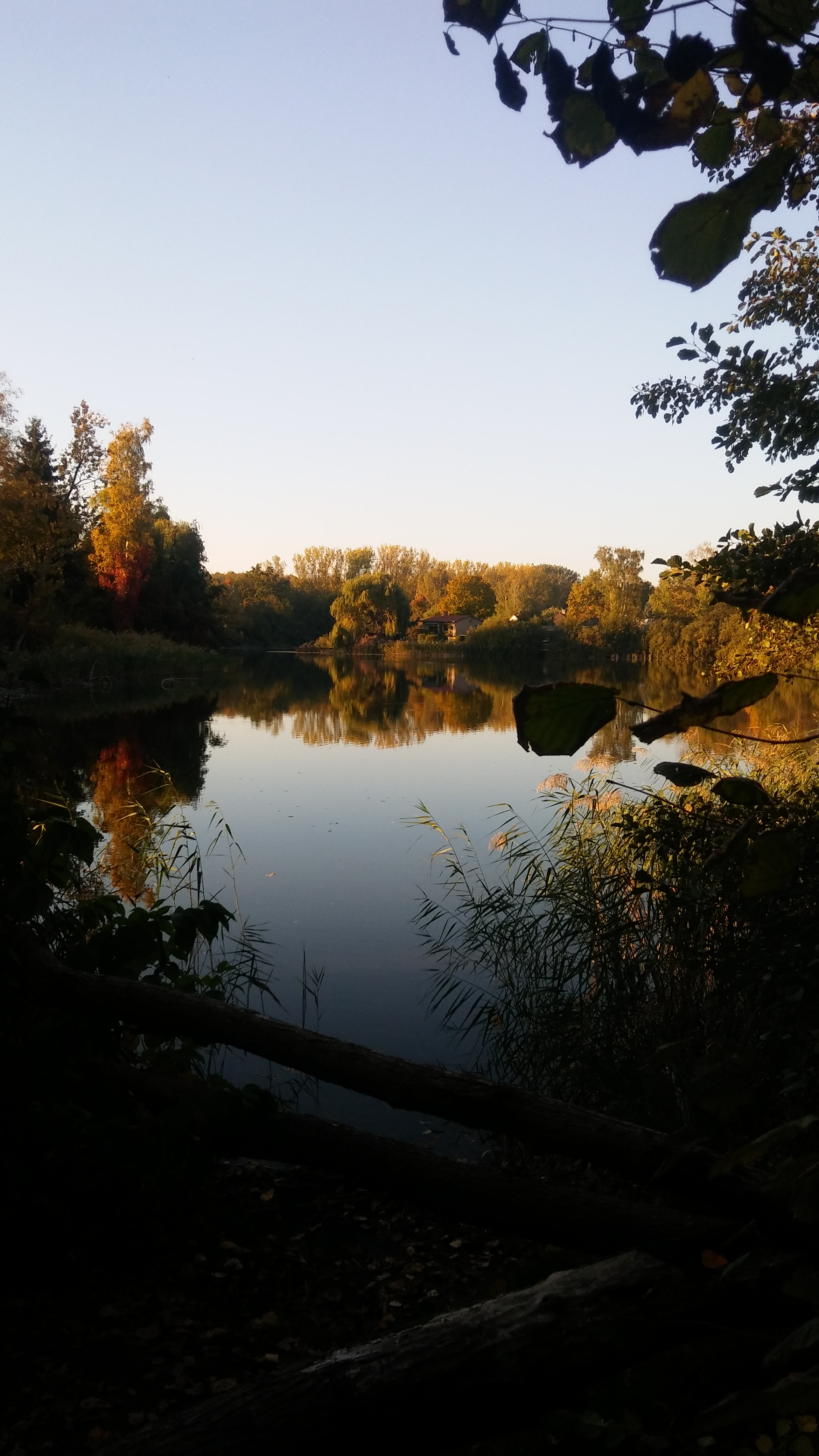
Retsee aus Sicht des Landzunge Richtung Norden

Der Retsee liegt am unteren Ende des Barnims, reicht aber noch ein Stück in ihn hinein. An seinem nördlichen Ende befindet sich der Wald Herrendike. Er ist erkennbar durch eine Landzunge mittig gespalten. Die beiden Teile sind durch einen natürlichen Kanal miteinander verbunden. An seinem südlichen Ende trennt der Eicher Weg den Haussee vom Retsee. Der Haussee liegt dabei westlich des Hönower Dorfkerns und nördlich der Hönower Weiherkette.
Der Retsee ist der sauberste See Hönows. Direkt am Ufer ist das Wasser recht klar. Der See eignet sich vor allem zum Angeln. Der südliche Teil des Sees ist sauberer als der nördliche, der flacher und schlammiger ist.